# Liga Norte
A Liga Norte (em italiano Lega Nord,  cujo nome oficial é Lega Nord per l'Indipendenza della Padania) é um partido político de extrema-direita, regionalista do Norte de Itália, fundado em 1991, após a unificação de vários pequenos partidos autonomistas e regionalistas.

## História
A Liga rapidamente se tornou um dos partidos mais influentes da Itália, muito graças à sua retórica populista e anti-corrupção. Muito do crescimento eleitoral da Liga, explica-se pelos enormes escândalos de corrupção (Tagentopoli) que surgiram aquando da fundação do partido. O partido, aproveitando, o clima de desconfiança em relação aos velhos partidos da I República (1946-1994) obteve resultados espectaculares e, mesmo com o fim do I República, a Liga continuou a ter uma forte base eleitoral. A partir da década de 1990, a Liga tornou um fiel parceiro de coligação de centro-direita, liderado pela Força Itália de Silvio Berlusconi.
Ideologicamente, a Liga é definido como um partido de direita e, até, de extrema-direita, pelo discurso anti-imigração, anti-Islão e, até, xenófobo, apesar de seus dirigentes, dizerem que o partido nem é de esquerda nem de direita. Em temas como o aborto, casamento gay ou legalização de drogas leves, o partido segue uma linha conservadora, apesar de, nos seus primeiros tempos, o partido ter seguido uma linha liberal nestas questões. O partido defende uma linha econômica liberal, defendendo menos burocracia estatal e impostos mais baixos, além de ter uma forte componente ecológica. Na questão da União Europeia, apesar do partido criticar forte o actual modelo da UE, o partido defende uma "Europa da Regiões", e, nas últimas eleições legislativas, o partido defendia a emissão de Eurobonds, mais poderes para o Parlamento Europeu, a eleição directa do Presidente da Comissão Europeia e a centralidade de Itália na política europeia. Por fim, o partido defende a criação de um verdadeiro sistema federal em Itália, que devolva mais poderes para as regiões do Norte de Itália.
Com a eleição de Matteo Salvini como líder do partido em setembro de 2013, a Liga fez uma viragem ideológica claramente para a Direita, adotando um discurso claramente populista, tendo como grande tema central a forte oposição a vinda de mais imigrantes e refugiados para Itália. Outro tema forte da liderança de Salvini é o claro euroceticismo assumido pela Liga, com Salvini a descrever o Euro como um "crime contra a Humanidade". Esta linha claramente populista de direita, levou à Liga Norte em entrar numa aliança a nível europeu com diversos partidos da mesma linha, com especial destaque para a forte aproximação com a Frente Nacional de Marine Le Pen.
Mas a maior alteração feita por Salvini foi abandonar o caráter regional do partido e transformá-lo num partido nacional que concorre em todas as regiões de Itália. O maior exemplo de tal mudança foi a campanha para as eleições gerais de 2018 onde o partido concorreu apenas com o nome de "Liga" e com o slogan "Salvini Premier". Apesar desta alteração, a Liga continua a ter a sua base de apoio principal no norte do país, e na região de Vêneto segue uma linha claramente regionalista e incentivando o separatismo desta região.

## Afiliação europeia
A sua afiliação europeia da Liga Norte também demonstra a "viagem" ideológica do partido. Após a sua fundação, o partido foi membro da Aliança Livre Europeia, mas, após entrar num governo de coligação com a Força Itália, em 1994, foi expulso da Aliança. Após a expulsão, o partido decidiu integrar o ELDR e seus eurodeputados integraram a Aliança dos Democratas e Liberais pela Europa, mas, com a maior radicalização e crescente eurocepticismo do partido, o partido foi integrando grupos eurocépticos como a União das Nações pela Europa (2004) e a Europa da Liberdade e da Democracia(2009). Após as eleições europeias de 2014, o partido foi um dos fundadores do grupo da Europa das Nações e das Liberdades, que inclui partidos como a Frente Nacional e o Partido da Liberdade da Áustria.

## Resultados eleitorais

### Eleições legislativas

#### Câmara dos Deputados
| Data | Líder          | M. Proporcional | M. Proporcional | M. Proporcional | M. Proporcional | M. Uninominal  | M. Uninominal  | M. Uninominal  | M. Uninominal  | Deputados | +/- | Status                                   |
| Data | Líder          | CI.             | Votos           | %               | +/-             | CI.            | Votos          | %              | +/-            | Deputados | +/- | Status                                   |
| ---- | -------------- | --------------- | --------------- | --------------- | --------------- | -------------- | -------------- | -------------- | -------------- | --------- | --- | ---------------------------------------- |
| 1992 | Umberto Bossi  | 4.º             | 3 396 012       | 8,65 / 100,00   |                 |                |                |                |                | 55 / 630  |     | Oposição                                 |
| 1994 | Umberto Bossi  | 5.º             | 3 235 248       | 8,36 / 100,00   | 0,29            | Centro-direita | Centro-direita | Centro-direita | Centro-direita | 118 / 630 | 63  | Governo (1994) Oposição (1994-1996)      |
| 1996 | Umberto Bossi  | 4.º             | 3 776 354       | 10,07 / 100,00  | 1,71            | 3.º            | 4 038 239      | 10,77 / 100,00 |                | 59 / 630  | 59  | Oposição                                 |
| 2001 | Umberto Bossi  | 6.º             | 1 464 301       | 3,94 / 100,00   | 6,13            | Centro-direita | Centro-direita | Centro-direita | Centro-direita | 30 / 630  | 29  | Governo                                  |
| 2006 | Umberto Bossi  | 6.º             | 1 747 730       | 4,58 / 100,00   | 0,64            |                |                |                |                | 26 / 630  | 4   | Oposição                                 |
| 2008 | Umberto Bossi  | 3.º             | 3 024 543       | 8,30 / 100,00   | 3,72            |                |                |                |                | 60 / 630  | 34  | Governo (2008-2011) Oposição (2011-2013) |
| 2013 | Roberto Maroni | 5.º             | 1 390 534       | 4,09 / 100,00   | 4,21            |                |                |                |                | 18 / 630  | 42  | Oposição                                 |
| 2018 | Matteo Salvini | 3.º             | 5 698 687       | 17,35 / 100,00  | 13,26           | Centro-direita | Centro-direita | Centro-direita | Centro-direita | 125 / 630 | 107 | Governo                                  |
| 2022 | Matteo Salvini | 4.º             | 2 464 005       | 8,77 / 100,00   | 8,58            | Centro-direita | Centro-direita | Centro-direita | Centro-direita | 66 / 400  | 59  | Oposição                                 |

### Eleições europeias
| Data | CI. | Votos     | %            | +/-  | Deputados | +/-  |
| ---- | --- | --------- | ------------ | ---- | --------- | ---- |
| 1989 | 9.º | 636 242   | 1,8 / 100,0  | Novo | 2 / 81    | Novo |
| 1994 | 5.º | 2 162 586 | 6,5 / 100,0  | 4,7  | 6 / 87    | 4    |
| 1999 | 6.º | 1 395 547 | 4,5 / 100,0  | 2,0  | 4 / 87    | 2    |
| 2004 | 7.º | 1 613 506 | 5,0 / 100,0  | 0,5  | 4 / 78    | 0    |
| 2009 | 3.º | 3 126 915 | 10,2 / 100,0 | 5,2  | 9 / 72    | 5    |
| 2014 | 4.º | 1 688 197 | 6,2 / 100,0  | 4,0  | 5 / 73    | 4    |
| 2019 | 1.º | 9 153 638 | 34,3 / 100,0 | 28,1 | 28 / 73   | 23   |

### Eleições regionais
Resultados referentes à última eleição realizada
| Região             | Data | CI.  | Votos     | %            | Deputados | Status            |
| ------------------ | ---- | ---- | --------- | ------------ | --------- | ----------------- |
| Abruzos            | 2019 | 1.º  | 165 008   | 27,5 / 100,0 | 10 / 29   | Governo           |
| Apúlia             | 2015 | 11.º | 38 661    | 2,4 / 100,0  | 0 / 49    | Extra-parlamentar |
| Basilicata         | 2019 | 2.º  | 55 393    | 19,2 / 100,0 | 6 / 21    | Governo           |
| Emília-Romanha     | 2014 | 2.º  | 233 439   | 19,4 / 100,0 | 9 / 50    | Oposição          |
| Friul-Veneza Júlia | 2018 | 1.º  | 147 464   | 34,9 / 100,0 | 18 / 49   | Governo           |
| Ligúria            | 2015 | 3.º  | 109 209   | 20,3 / 100,0 | 5 / 31    | Governo           |
| Lombardia          | 2018 | 1.º  | 1 630 151 | 31,1 / 100,0 | 30 / 80   | Governo           |
| Lácio              | 2018 | 4.º  | 252 772   | 10,0 / 100,0 | 4 / 51    | Oposição          |
| Marcas             | 2015 | 3.º  | 69 065    | 13,0 / 100,0 | 3 / 30    | Oposição          |
| Molise             | 2018 | 5.º  | 11 956    | 8,2 / 100,0  | 2 / 21    | Oposição          |
| Piemonte           | 2014 | 4.º  | 141 741   | 7,3 / 100,0  | 2 / 39    | Oposição          |
| Sardenha           | 2019 | 2.º  | 81 421    | 11,4 / 100,0 | 8 / 60    | Governo           |
| Sicília            | 2017 | 7.º  | 108 713   | 5,7 / 100,0  | 3 / 70    | Governo           |
| Toscana            | 2015 | 2.º  | 214 430   | 16,0 / 100,0 | 6 / 41    | Oposição          |
| Trentino           | 2018 | 1.º  | 69 116    | 27,1 / 100,0 | 14 / 35   | Governo           |
| Tirol do Sul       | 2018 | 3.º  | 31 510    | 11,1 / 100,0 | 4 / 35    | Governo           |
| Vale de Aosta      | 2018 | 2.º  | 10 872    | 17,1 / 100,0 | 7 / 35    | Oposição          |
| Vêneto             | 2015 | 1.º  | 757 359   | 40,9 / 100,0 | 24 / 51   | Governo           |
| Úmbria             | 2015 | 3.º  | 49 203    | 14,0 / 100,0 | 2 / 21    | Oposição          |